# Omalacantha antillensis
Omalacantha antillensis is een krabbensoort uit de familie van de Mithracidae. De wetenschappelijke naam van de soort is voor het eerst geldig gepubliceerd in 1901 door Rathbun als Microphrys antillensis.